# Hans-Albert von Lettow-Vorbeck
Hans-Albert von Lettow-Vorbeck (28 de abril de 1901 - 11 de junio de 1942) fue un oficial alemán de las Waffen-SS durante la Segunda Guerra Mundial. Fue el tercer comandante del Frikorps Danmark.

## Biografía
No se sabe gran cosa de su juventud. Se cree que era sobrino del mayor general Paul von Lettow-Vorbeck, comandante célebre de la Primera Guerra Mundial. Su padre murió en 1918.
Ingresó en el NSDAP con el número de carnet 1.803.232 y en las SS con el número de carnet 203.005. El 26 de abril de 1934 fue nombrado SS-Untersturmführer, un año después, el 20 de abril de 1935 fue promovido a SS-Obersturmführer. A esto siguió su promoción al rango de SS-Hauptsturmführer el 30 de enero de 1938. En 1941, era comandante de la compañía del 9.º Regimiento de Granaderos Panzer de las SS Germánicas. Sirvió con el grado de SS-Sturmbannführer.
El 2 de abril de 1942, fue nombrado comandante de la nueva legión de voluntarios flamencos. Se dirigió a Graz, donde participó en un campo de entrenamiento organizado por el SS-Obergruppenführer Berger, donde los voluntarios flamencos recibieron su formación básica.
Después fue llamado a Berlín, donde fue revocada la decisión de nombrarlo comandante de la legión. Él mismo fue transferido al puesto de oficial en la reserva. Sin embargo, en junio de 1942 se unió a la línea de frente y fue enviado el 2 de junio de 1942 a la URSS para tomar sus funciones como comandante del Frikorps Danmark, sucediendo oficialmente al SS-Sturmbannführer Christian Frederik von Schalburg, muerto en combate el 2 de junio. El Freikorps Danmark estaba subordinado a la 3.ª división motorizada de la SS Totenkopf, implicada en violentos combates durante la batalla de Leningrado, al norte de Rusia.
A su vez murió en el frente dos días después de asumir el cargo, como consecuencia de violentos combates cerca del lago Ilmen, cerca de Demiansk, en la noche del 10 al 11 de junio de 1942.